# Philippéion
Le Philippéion (en grec ancien : Φιλιππεῖον / Philippeĩon) d'Olympie est un bâtiment rond (une tholos) édifié à l'initiative de Philippe II de Macédoine.
Il abritait cinq statues chryséléphantines représentant Philippe lui-même et des membres de sa famille : son père Amyntas III, sa mère Eurydice, sa femme Olympias et son fils Alexandre.
La construction en a été décidée après la bataille de Chéronée (338 avant J.-C.) et s'est achevée sous le règne d'Alexandre le Grand. L'architecte est inconnu, mais les statues sont l'œuvre du sculpteur Léocharès.

## Historique du monument
« [Dans l'Altis] se trouve aussi un bâtiment rond appelé Philippéion. Sur le toit du Philippéion se trouve une cosse de coquelicot qui maintient les poutres du toit ensemble. Le bâtiment est à gauche de la sortie à côté du Prytanée. Il est fait de briques cuites et entouré de colonnes. Il a été construit par Philippe après la défaite des Grecs à Chéronée. Des statues de Philippe et d'Alexandre y sont placées, ainsi que celle d'Amyntas, père de Philippe. Ces œuvres sont également de Léocharès et faites d'or et d'ivoire, tout comme les statues d'Olympias et d'Eurydice. »  — Pausanias, Description de la Grèce, 5, 20, 9–10.
Cette structure ronde, située près de la sortie du Prytanée d'Olympie, a été construite par Philippe II après sa victoire à Chéronée en 338 av. J.-C., pour l'auto-représentation de lui-même et de sa famille, dont les statues d'ivoire d'or, de Léocharès, l'un des principaux sculpteurs de l'époque, ont été placées à l'intérieur de la rotonde. Philippe II étant mort la même année, la construction a dû être achevée sous son fils Alexandre le Grand, bien que la date d'achèvement soit inconnue. À l'époque de Pausanias, les statues des deux femmes avaient été transportées dans l'Héraion voisin, et seuls les membres masculins de la famille pouvaient encore être vus dans le Philippéion. Le sort de l'édifice est inconnu jusqu'à la fin de l'Antiquité. La structure semble être restée debout après le tremblement de terre de 300 apr. J.-C., mais avec l'édit de Théodose II de fermer les sanctuaires païens en 435 apr. J.-C., elle a apparemment été délibérément détruite. Des traces de d'incendie sur les éléments structuraux du toit et le remploi d'autres éléments structuraux lors de la conversion de l'atelier de Phidias en église au début du Ve siècle témoignent de la destruction du bâtiment peu après la publication de l'édit. Vers la fin du Ve siècle, des gargouilles à têtes de lion provenant de la rotonde sont installées dans la devanture d'un pressoir à vin. De nombreux tambours de colonnes ont été découverts dans les murs de l'Antiquité tardive, et des parties de la structure en gradins ont été trouvées dans la « maison des spolia », à l'ouest du Léonidaion.

## Historique des recherches

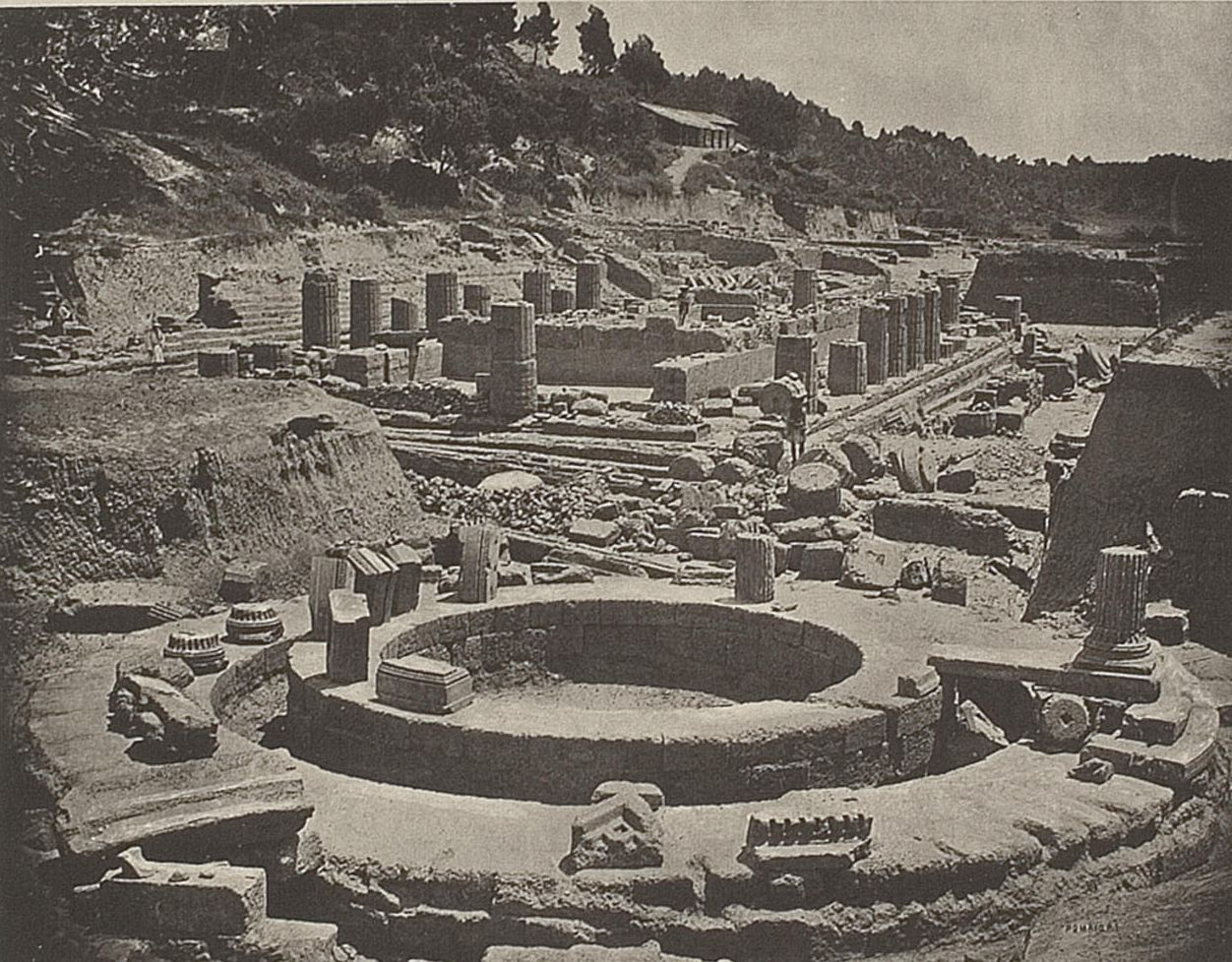
Le Philippéion lors de sa mise au jour.

En 1877, au cours de la troisième année de fouilles menées par l'Empire allemand, furent découverts les premiers blocs de fondation d'un bâtiment circulaire, immédiatement reconnu comme le Philippéion. Le contrat de fouilles avec le gouvernement grec stipulait que les découvertes en double pouvaient être cédées à l'Empire allemand après que la Grèce eut donné son consentement, ce qui fut fait dans ce cas : des marches de la krépis, des fragments de colonnes et de sima, ainsi qu'une base de colonne sont arrivés aux musées de Berlin en 1889. Ces pièces ont été rendues à Olympie en 2002 pour un prêt permanent, à l'occasion de la reconstruction partielle du monument. Les résultats des fouilles de 1877-1878 ont été publiés en 1892 par Friedrich Adler
. Un nouvel examen des éléments structurels par Hans Schleif et Willy Zschietzschmann a conduit à une reconstitution de la couverture qui s'écartait notablement des hypothèses d'Adler.
En 1957, Alfred Mallwitz réunit pour la première fois tous les membres identifiés du Philippéion. En 1988, les recherches sur les tambours de colonnes ont apporté d'importantes précisions sur la taille de l'ensemble des colonnes de la rotonde. Des travaux préparatoires ciblés pour une reconstruction partielle  — désormais mise en œuvre  — du Philippéion ont été entrepris en 1999 après une longue planification. Dans ce cadre, tous les composants ont été inspectés et à nouveau mesurés.

## Description
Il subsiste suffisamment de parties de la rotonde pour permettre une reconstruction à grande échelle de son aspect antérieur. Divers matériaux de construction ont été utilisés pour le Philippéion. Une grande part des éléments de construction étaient constitués de calcaire coquillier poreux, mais finement taillé, trouvé dans la région d'Olympie. Ce calcaire local a servi pour des composants comme les colonnes, tandis que le marbre de Paros a été utilisé pour les marches et le bord du toit. La toiture elle-même était en tuiles de terre cuite.

### Plan du bâtiment

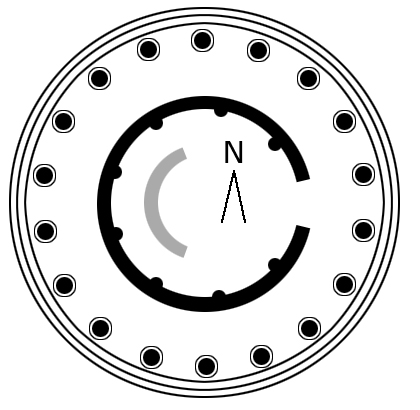
Plan au sol du Philippéion

La rotonde s'élevait sur deux anneaux de fondation concentriques pour l'anneau de la colonnade extérieure et pour le bâtiment central. Les fondations reposaient sur une couche de galets, mais ne pouvaient empêcher l'affaissement et le gauchissement du terrain, qui était soumis à des tremblements de terre réguliers et aux crues récurrentes de l'Alphée. L'anneau extérieur avait une largeur de 2,33 m au niveau de la couche supérieure, appelée euthynteria, et était formé de trois rangées de 36 dalles calcaires. L'anneau intérieur mesurait 1,22 m de large.

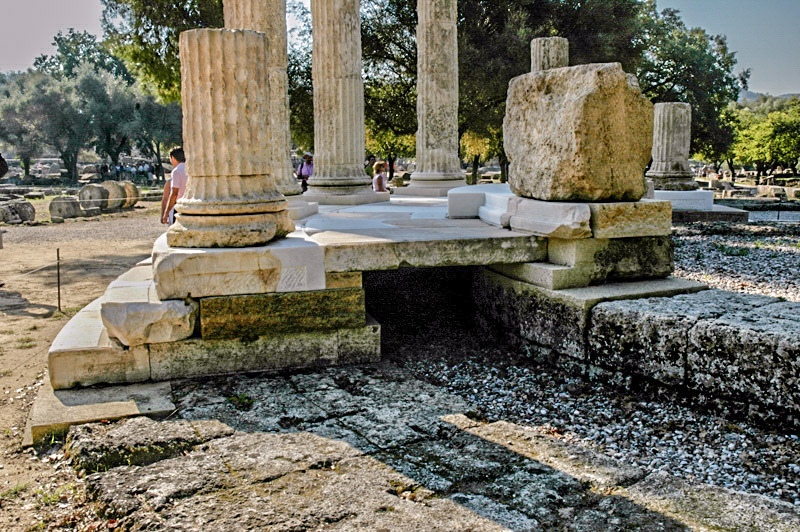
Reconstitution du stylobate du Philippéion.

Une krépis à trois niveaux en marbre de Paros reposait sur l'anneau extérieur. La hauteur des marches passait de la marche inférieure de 25,3 cm à la marche médiane de 27,8 cm et à la marche supérieure de 29,8 cm formant le stylobate. Deux corniches plates appelées fasciae, l'inférieure légèrement inclinée vers l'intérieur, ornaient les bords supérieurs de chaque marche, dont les faces d'extrémité étaient en outre décorées d'une bordure décorative bordée d'ourlets. La profondeur de la marche supérieure était de 33 cm en moyenne.
Sur son bord extérieur, la première marche, dont les pierres portent toutes un E comme marque du tailleur de pierre, a un rayon de 7,62 m. Au niveau du stylobate, les 18 colonnes s'élevaient à une distance radiale au centre du bâtiment de 6,38 m.
Un revêtement en dalles de marbre a été posé entre le stylobate et le pied du mur du corps de logis, dit « toichobate », à la suite d'un changement de plan bien visible sur les éléments de construction. Pour la pose affleurante des dalles, le profil du toichobate déjà maçonné et le bord inférieur des orthostates situés au-dessus ont dû être traités de sorte qu'il y avait un espace de 1,5 cm de haut entre les blocs de profil, qui étaient maintenant en marbre et remis en place, et les orthostates. Les orthostates externes étaient en contre-dépouille de 18 cm, perdant plus de 50 % de leur support.
L'intérieur de la rotonde avait un rayon d'environ 3,48 m. L'emplacement de l'entrée est indéterminé. Si, selon la tradition, on interprétait le bâtiment comme un trésor, on reconstruisait en conséquence une entrée orientée au sud, puisque tous les trésors d'Olympie s'ouvraient au sud. Cependant, un bâtiment romain tardif situé directement au sud du Philippéion ne permet pas une telle reconstruction, de sorte que l'on a supposé une ouverture vers l'est, qui a également été mise en œuvre dans la reconstruction, avec éventuellement une légère déviation vers le sud. La largeur libre de la porte était d'au moins 1,85 m.
À l'intérieur se trouvait le piédestal du groupe statuaire, dont cinq pierres de base et quatre pierres de couronnement chacune sont encore présentes. Les insertions ne semblent pas avoir été destinées aux statues d'or et d'ivoire. Au contraire, elles servaient probablement à contenir des plinthes en marbre, ensuite reliées aux sculptures en marbre correspondantes.

### Élévation

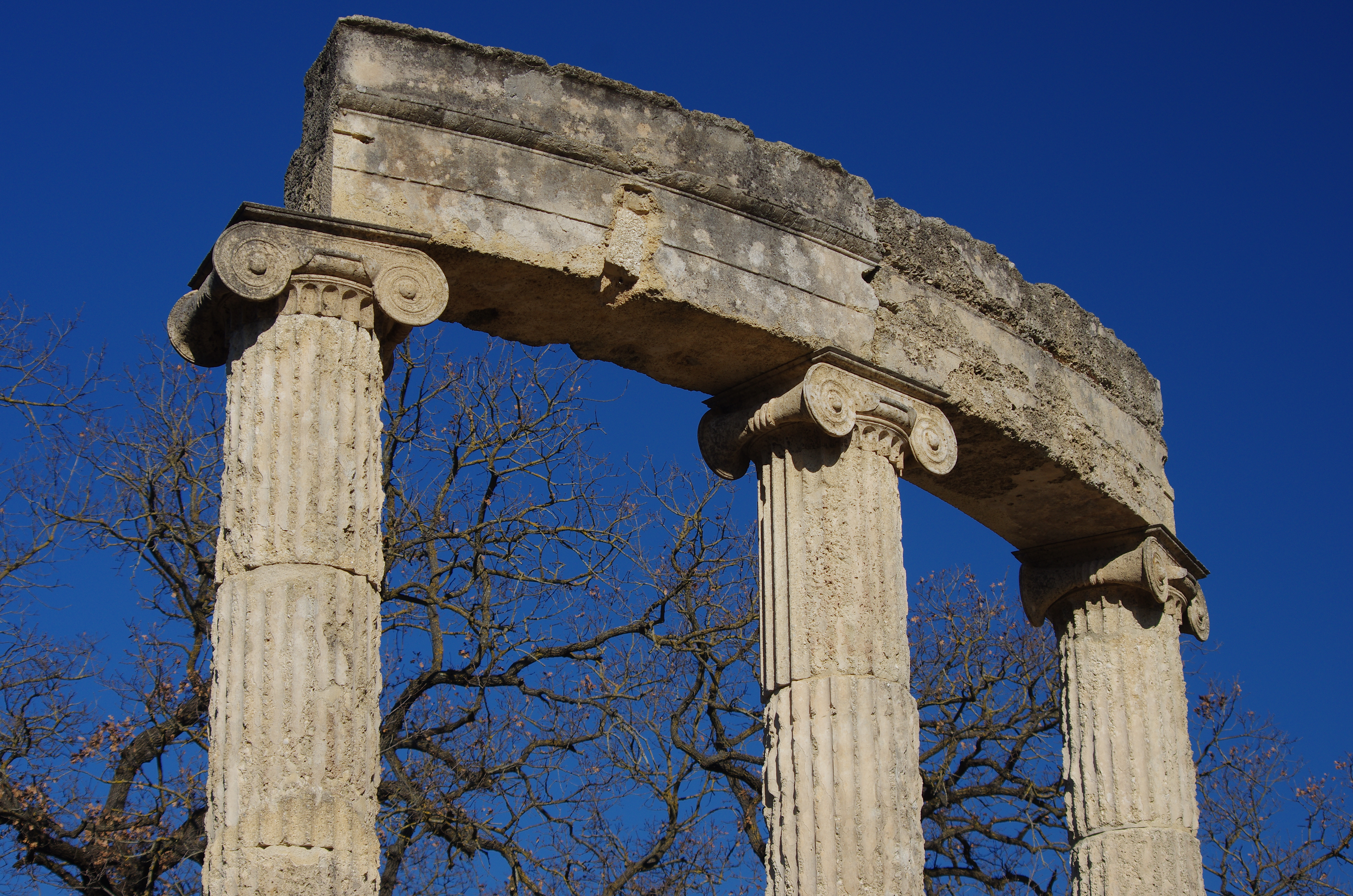
Colonnes ioniques et architrave

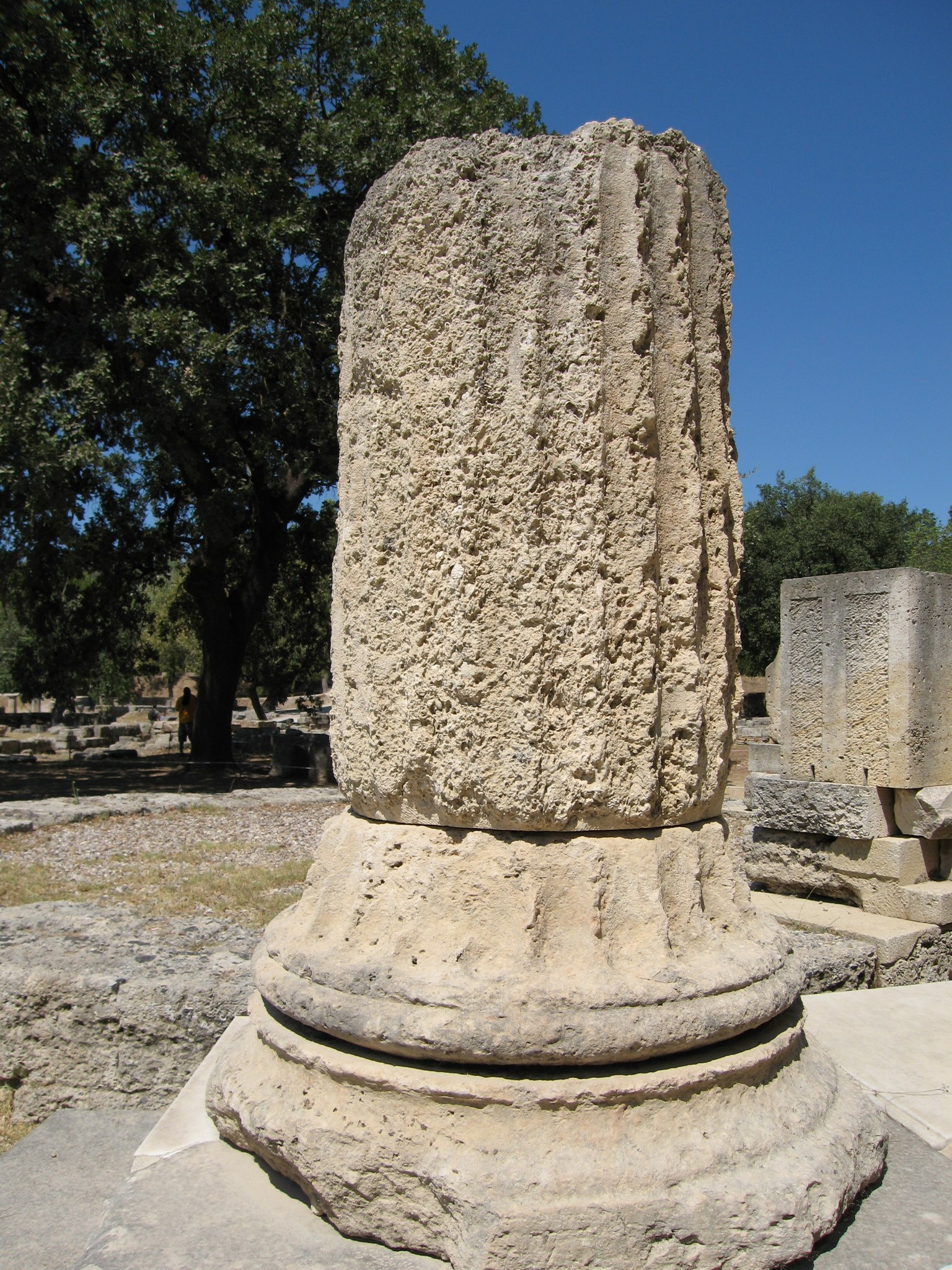
Base et partie inférieure du fût de colonne du Philippéion.

#### Colonnade extérieure
Les 18 colonnes extérieures ordre ionique s'élevaient sur une forme spéciale de bases ioniques formées d'un socle carré mesurant 93,2 cm de chaque côté, suivi d'une moulure en creux et d'une autre en saillie de terminaison. Sur les 18 bases de calcaire, qui mesuraient 47,5 cm de haut, 15 sont encore visibles. Elles portaient des fûts de colonnes d'environ 4,76 m de haut, à 24 cannelures ioniques séparées par un passage étroit. Hormis le Philippéion, seules les colonnes de marbre du monument honorifique de Ptolémée II et de sa sœur Arsinoé II à Olympie présentent ce nombre de cannelures. Le diamètre inférieur des fûts des colonnes, travaillé avec une légère entasis de 4 mm, était de 64 cm. Ils portaient des chapiteaux ioniques hauts de 32,93 cm à volutes rapprochées et légèrement cannelées, appelées canales, qui se terminaient par des yeux de volutes fortement saillants. Les palmettes à gousset, sur les côté des volutes, étaient peintes.
Sur l'entablement, l'architrave et une frise plate et lisse étaient composées d'éléments de 80,7 cm de haut. L'architrave était divisée en deux fasces (fasciae en latin) à l'intérieur et à l'extérieur. À l'intérieur, à la place de la frise extérieure, il y avait une cimaise ionique, qui servait de médiation au plafond à caissons du déambulatoire. À l'extérieur, un denticule suivi d'un geison fermait la zone de la frise.
Le bord en marbre du toit avait des gargouilles à tête de lion, le sima lui-même était peint d'une frise anthémique et les tuiles avant incurvées portaient des palmettes peintes. La toiture proprement dite était en tuiles d'argile et couronnée par les capsules de graines de pavot mentionnées par Pausanias.
Un plafond à caissons en pierre fermait le passage entre l'emplacement des colonnes et le bâtiment central au sommet.

#### Cella
Le mur de la salle principale s'élevait sur une couche orthostatique de 98,5 cm de haut formée de deux parements et de 71,2 cm de large. Posées en stricte concordance avec les joints, il y avait probablement onze couches de blocage, dont l'épaisseur diminuait légèrement de 49,1 cm à 47,0 cm au sommet. Contrairement à ce que dit Pausanias, le mur était fait de blocs de pierre. Il était couronné d'une architrave maçonnée de 55,5 cm de haut.
Outre des raisons esthétiques et structurelles, la concordance des joints était importante en raison de la conception intérieure du bâtiment, où les murs étaient ordonnés en demi-colonnes corinthiennes, dont on a notamment trouvé un fragment conservant encore le quart de sa base, de sorte que la sculpture de la pierre se trouvait dans l'axe de la demi-colonne. La base consistait probablement en une séquence renflement-gorge-renflement, le renflement inférieur étant seulement accessible, mais non conservé. Les demi-colonnes étaient couronnées par des chapiteaux corinthiens spécialement conçus. La hauteur des chapiteaux dépassait celle des assises du mur, dont les sections de demi-colonnes ont été retirées dans la zone où elles étaient attachées, alors que les chapiteaux étaient chevillés aux pierres du mur. Les chapiteaux comportaient deux couronnes de feuilles inférieures et une volute partant des coins du chapiteau et se développaient à partir de chacun des calices latéraux. Cependant, une volute intérieure dirigée vers le centre du chapiteau manquait toujours : sa place devait être occupée par une large feuille, comme au temple d'Athéna Aléa à Tégée et au temple de Zeus à Némée, construits à peu près à la même époque que le Philippéion.
Le nombre et la distribution de la structure à demi-colonnes ne sont pas entièrement certains. La concordance supposée des joints permet de diviser la surface du mur en neuf panneaux muraux de taille égale. Les reconstitutions plus anciennes supposaient donc neuf demi-colonnes corinthiennes comme éléments structurants. Cependant, la reconstruction de la zone de la porte semble suggérer que la largeur de la porte avec tous les éléments décoratifs de l'embrasure occupait plus d'un panneau mural, de sorte qu'une des demi-colonnes a probablement été abandonnée au profit de la porte et seulement huit colonnes divisaient le mur. Le linteau de la porte semble avoir été posé directement sous l'architrave du mur : la hauteur de la porte était donc d'environ 4,73 m. Les ouvertures de fenêtres considérées dans les reconstitutions anciennes ne peuvent pas être prouvées par les découvertes archéologiques.
En face de l'entrée s'élevait le socle de la statue de la famille régnante. Avec une hauteur d'au moins 1,56 m, il était nettement plus élevé que le niveau orthostatique du mur. L'emplacement exact des statues, leur ordre, ne peut être déterminé de manière concluante. Cependant, puisque ses parents et grands-parents étaient représentés aux côtés d'Alexandre, Philippe s'est probablement réservé pour lui-même le centre de l'arrangement.

## Conception et emplacement
La construction du Philippéion est inhabituelle sur bien des points. Non seulement c'est un des représentants de la forme déjà rare d'une tholos comportant une cella annulaire, qui n'est par ailleurs représentée sous cette forme primitive qu'à peu près dans le même temps à Épidaure et quelques décennies plus tôt dans le sanctuaire d'Athéna Pronaia à Delphes, mais l'ordre ionique de la salle annulaire ne peut également être trouvé qu'ici à Olympie. La disposition de l'arrangement intérieur corinthien sur une base en forme de parapet surélevé est également une forme particulière qui rappelle l'architecture aveugle des galeries macédoniennes, tandis que les colonnes intérieures étaient placées sur une élévation en forme de banc.
La conception de bâtiments circulaires entourés de colonnes n'est pas un défi anodin. Avec une règle et un compas comme outils de conception de base, seuls peuvent être réalisés certains polygones réguliers, comme ceux à 16, 17 ou 20 côtés, mais pas des polygones de 18 côtés comme base d'une rotonde à 18 colonnes régulièrement espacées, comme on la trouve au Philippéion ; de même, un polygone à 26 côtés, comme c'est le cas pour le monument d'Épidaure, ne peut être conçu de cette manière. Une simple division des angles n'était pas non plus possible, car le système d'angles à 360° n'a probablement été mis en usage qu'au IIe siècle av. J.-C., introduit par l'astronome et mathématicien Hypsiclès, actif vers 175 av. J.-C. On peut supposer que différentes mesures ont été prises, qui se sont complétées et corrigées les unes les autres, jusqu'à ce que les lignes de conception de division radiale pour la position des colonnes, mais aussi les joints des panneaux, et finalement les blocs de mur posés en stricte concordance avec les joints, soient déterminés à l'aide d'un cercle tracé au compas.